# Barão de Pindamonhangaba
Barão de Pindamonhangaba é um título nobiliárquico brasileiro criado por D. Pedro I do Brasil, por decreto de 12 de outubro de 1825, a favor de Manuel Marcondes de Oliveira Melo.
Titulares
1. Manuel Marcondes de Oliveira Melo;
2. Francisco Marcondes Homem de Melo – primeiro visconde de Pindamonhangaba.